# Torija
Torija ist ein zentralspanischer Ort und eine Gemeinde (municipio) im Westen der Provinz Guadalajara in der Autonomen Gemeinschaft Kastilien-La Mancha (Spanien).

## Lage und Klima
Torija liegt im Südteil der Iberischen Meseta auf einer Höhe von etwa 960 m am Ende eines fruchtbaren Tales im gebirgigen Westen der Provinz Guadalajara. Die Provinzhauptstadt Guadalajara ist etwa 20 km (Fahrtstrecke) in südwestlicher Richtung entfernt; die spanische Hauptstadt Madrid befindet sich knapp 80 km in südwestlicher Richtung. Das Klima im Winter ist gemäßigt, im Sommer dagegen warm bis heiß; die eher geringen Niederschlagsmengen (ca. 415 mm/Jahr) fallen – mit Ausnahme der nahezu regenlosen Sommermonate – verteilt übers ganze Jahr.

## Bevölkerungsentwicklung
| Jahr      | 1857 | 1900 | 1950 | 2000 | 2019  |
| Einwohner | 742  | 692  | 638  | 449  | 1.448 |

Der Bevölkerungsanstieg zu Beginn des 21. Jahrhunderts ist auf die Nähe zur Stadt Guadalajara und zur Autovía A-2 bzw. der Europastraße 90 zurückzuführen.

## Wirtschaft
Früher war Torija das handwerkliche und merkantile Zentrum der von der Landwirtschaft geprägten Region. Mit der Mechanisierung und dem Niedergang der Landwirtschaft erhofften sich viele ein besseres Leben in der Stadt, in der jedoch nur Kleinunternehmen entstanden sind – industrielle Arbeitsplätze fehlen.

## Geschichte

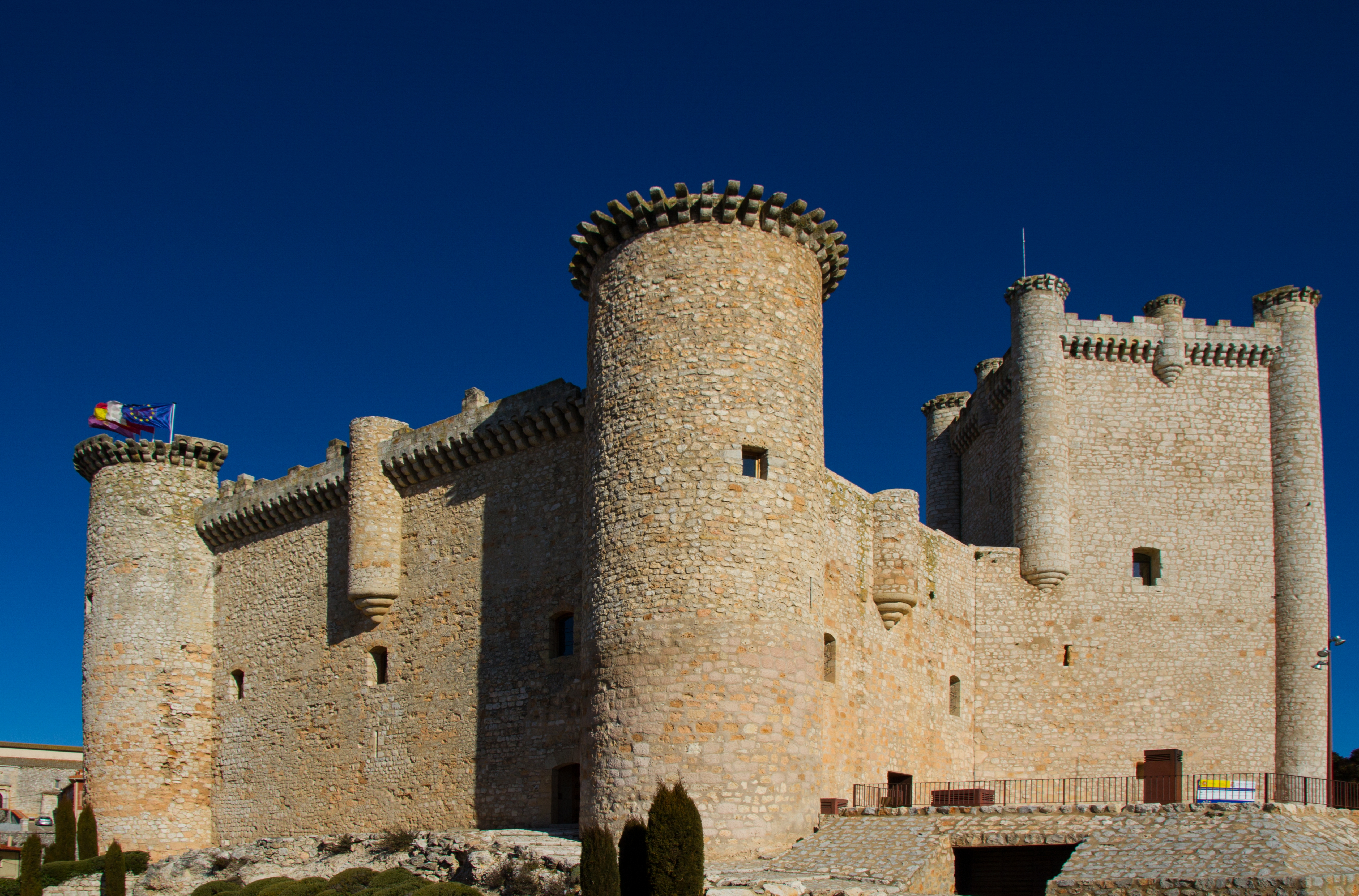
Torija – castillo

Obwohl archäologische Funde bislang fehlen, ist davon auszugehen, dass das Tal von Torija bereits in prähistorischer Zeit besiedelt war. Von Römern, Westgoten und selbst aus der Zeit der islamischen Herrschaft fehlen entsprechende Zeugnisse. Nach der Rückeroberung (reconquista) der Gegend durch König Alfons VI. von León im ausgehenden 11. Jahrhundert wurden der Ort und sein Umland den Tempelrittern (templarios) übergeben. Im 14. und 15. Jahrhundert siedelte sich hier eine der bedeutendsten Familien Kastiliens an – die Mendozas. Diese ließen die imposante Burg erbauen, die zum Wahrzeichen der Stadt wurde. Auf dem Platz vor der Burg fanden im ausgehenden Mittelalter und in der frühen Neuzeit regionale Viehmärkte und Stierkämpfe (corridas) statt. Im 16. Jahrhundert beherbergte sie Karl V. und Philipp II. als Gäste; danach wurde sie nicht mehr genutzt und verfiel allmählich. Während der Napoleonischen Kriege (1807–1814) wurde die Burg stark beschädigt, doch bezogen die republikanischen Generäle Enrique Líster und Hans Kahle während der Schlacht von Guadalajara im Rahmen des Spanischen Bürgerkrieges in der Ruine Quartier.

## Sehenswürdigkeiten
- Die Burg (castillo) ist ein imposanter Bau aus spätmittelalterlicher Zeit, von welchem – selbst nach ihrer Restaurierung bzw. Rekonstruktion in den 1960er Jahren – im Wesentlichen nur noch die Außenmauern (Kurtinen) und die runden Ecktürme erhalten sind, zwischen denen die Wehrgänge (maschikulis) gespannt sind, die sowohl über die Ecktürme als auch über kleine mittige Wendeltreppen erreicht werden konnten. In der Nordostecke erhebt sich – auf quadratischem Grundriss – der von vier engen Treppentürmchen eingefasste Bergfried (torre del homenaje). Die Burg steht auf felsigem Untergrund am südlichen Ortsrand und dient heute als Regionalmuseum.[6]
- Die dreischiffige Maria-Himmelfahrt-Kirche (Iglesia de la Asunción de Nuestra Señora) wird auch als Iglesia de los Mendoza bezeichnet; sie wurde im frühen 16. Jahrhundert erbaut – aus dieser Zeit stammen noch das Portal auf der Südseite sowie die Außenmauern der Kirche und des Turms. Das Innere der Kirche wurde jedoch im 18. und im 20. Jahrhundert gründlich überarbeitet.
- Der Hauptplatz (Plaza de la Villa) ist von zweigeschossigen Arkaden- bzw. Holzständerhäusern umstellt. In einer Ecke des Platzes erhebt sich der viereckige Bergfried der Burg.
- Eine Gerichtssäule (rollo jurisdiccional oder picota) aus dem 16. Jahrhundert ist als Zeichen lokaler Selbstbestimmung zu werten.
- Die etwa 400 m südwestlich des Ortes stehende Ermita de Nuestra Señora del Amparo ist ein Bau aus dem 18. Jahrhundert.

## Persönlichkeiten
- Bernardino de Mendoza[7] Grab in der Kirche